# Broken China
Broken China è il terzo ed ultimo album solista del tastierista dei Pink Floyd Richard Wright.
Uscito con la firma di “Rick Wright” il 26 novembre 1996 in Gran Bretagna, fu realizzato con la partecipazione di alcuni nomi noti del panorama rock: Pino Palladino al basso, Tim Renwick (già in tour con i Pink Floyd) e Dominic Miller alle chitarre, Sinead O'Connor voce, Manu Katche alla batteria.
Le tematiche del disco esplorano l'esperienza della depressione clinica di una donna, dalla terapia fino alla guarigione, passando per i traumi della sua infanzia.
Tutto l'album è stato composto da Richard Wright in collaborazione con Anthony Moore che ne ha curato inoltre gli arrangiamenti e computer programming.
Ed è proprio dalla nuova era digitale che l'album è pervaso, con lunghi e sofisticati passaggi sintetici, non per questo privi di melodia. Un tocco di grazia è dato dalla presenza di Sinead O'Connor in Reaching for the Rail e Breakthrough.

## Tracce
1. Breaking Water – 2:28
2. Night of a Thousand Furry Toys – 4:22
3. Hidden Fear – 3:28
4. Runaway – 4:00
5. Unfair Ground – 2:21
6. Satellite – 4:06
7. Woman of Custom – 3:44
8. Interlude – 1:16
9. Black Cloud – 3:19
10. Far From the Harbour Wall – 6:09
11. Drowning – 1:38
12. Reaching for the Rail – 6:30
13. Blue Room in Venice – 2:47
14. Sweet July – 4:13
15. Along the Shoreline – 4:36
16. Breakthrough – 4:19

## Formazione
- Richard Wright – voce, pianoforte, tastiere, sintetizzatore
- Maz Palladino – cori
- Anthony Moore – programmazione; seconda voce in Night of a Thousand Furry Toys
- Tim Renwick – chitarra
- Dominic Miller – chitarra
- Steve Bolton – chitarra
- Kate St John – oboe, corno inglese
- Sian Bell – violoncello
- Pino Palladino – basso
- Manu Katché – batteria, percussioni

### Altri musicisti
- Sinéad O'Connor – voce in Reaching for the Rail e Breakthrough